# C/2008 L12
C/2008 L12 – kometa jednopojawieniowa odkryta na zdjęciach SOHO przez Michała Kusiaka. Została odkryta 13 czerwca 2008 roku. Należy do grupy komet Kreutza.